# Evoxymetopon
Evoxymetopon is een geslacht van straalvinnige vissen uit de familie van haarstaarten (Trichiuridae). Het geslacht is voor het eerst wetenschappelijk beschreven in 1863 door Gill.

## Soorten
- Evoxymetopon macrophthalmus Chakraborty, Yoshino & Iwatsuki, 2006.[2]
- Evoxymetopon poeyi Günther, 1887
- Evoxymetopon taeniatus Gill, 1863